# Тэнки (река)
Тэ́нки (также Танки, Тенки, Тенке) — река в Республики Саха. Правый приток Бытантая. Длина реки — 299 км. Площадь водосборного бассейна — 3890 км².
Река берет начало на границе Верхоянского района и Эвено-Бытантайского улуса в восточных отрогах Верхоянского хребта на высоте более 600 м над уровнем моря. Почти на всём протяжении течёт по лесотундре на северо-восток, параллельно Бытантаю. Река сильно меандрирует. Населённые пункты на реке отсутствуют. Впадает в Бытантай по правому берегу в Эгинском наслеге Верхоянского района на отметке менее 102 м над уровнем моря, в 64 км от впадения Бытантая в Яну. Ширина перед устьем — 45-56 м при глубине 0,5-2 м; скорость течения в низовьях составляет 0,3 м/с. Замерзает с начала октября до конца мая.

## Основные притоки
Указаны притоки длиной 20 км и более
| Название      | Расстояние от устья | Длина | Положение |
| ------------- | ------------------- | ----- | --------- |
| Чычахтах      | 26                  | 20    | левый     |
| Усун-Сиеген   | 145                 | 36    | левый     |
| Согуру-Мандыя | 162                 | 70    | правый    |
| Элгес         | 191                 | 26    | левый     |
| Кустур        | 201                 | 21    | левый     |
| Диедели       | 266                 | 32    | правый    |

## Гидрология
Среднегодовой расход воды в 36 км от устья составляет 15,97 м³/с. Среднемесячные расходы воды (данные наблюдений с 1941 по 1988 год):
| Средний расход воды (м³/с) реки Тэнки по месяцам с 1941 по 1988 гг. (замеры производились на гидрологическом посту в 36 км от устья) |

## Данные водного реестра
По данным государственного водного реестра России и геоинформационной системы водохозяйственного районирования территории РФ, подготовленной Федеральным агентством водных ресурсов:
- Бассейновый округ — Ленский
- Речной бассейн — Яна
- Речной подбассейн — Яна ниже впадения Адычи
- Водохозяйственный участок — Бытантай
- Код водного объекта — 18040300112117700026297